# Samuel Schröderstierna
Samuel Schröderstierna, före adlandet 1770 Schröder, född 10 juni 1720 i Stockholm, död 3 januari 1779 i Stockholm, var en svensk bergsämbetsman.

## Biografi
Samuel Schröderstierna var son till grosshandlaren Henrik Schröder och Juliana Roland. Innan han adlades 1770 hette han alltså Schröder i efternamn.
År 1736 blev han student vid Uppsala universitet, 1738 auskultant i Bergskollegium och 1774 notarie och höll bland annat bergsting. År 1747 blev han aktuarie. Schröderstierna reste till England och den europeiska kontinenten 1748 och studerade under fyra års tid järn-, stål- och metallindustrin. När han kom tillbaka blev han direktör för den finare järnproduktionen i riket och fabrikerna för järn- och stålmanufaktur (1753–1771). År 1756 blev han e.o. assessor i Bergskollegium och 1762 bergsråd. Han verkade för främjandet av manufakturtillverkningen i tekniskt och ekonomiskt avseende. För att göra produktionen fördelaktigare verkade han för funktionell arbetsfördelning.
Schröderstierna grundade ritare- och modellörskolan i Stockholm, inrättade Eskilstuna fristad och blev dess förste direktör, angav direktiven för upprättandet av Strömsholms kanal, samt ingick i Mariebergs porslinsfabriks första ledning.
Han adlades år 1770 med namnet Schröderstierna och introducerades på nummer 1998. År 1766 gifte han sig med Cecilia von Schoting. Tillsammans fick de ett barn som överlevde spädbarnsåren, generalmajoren Paul Schröderstierna som avled barnlös och slöt Schröderstiernas adliga ätt.